# Амфітеатров Данило Олександрович
Данило Олександрович Амфітеа́тров (англ. Daniele Amfitheatrof; нар. 29 жовтня 1901, Санкт-Петербург, Російська імперія — пом. 4 червня 1983, Рим, Італія) — італо-американський композитор і диригент російського походження. Син Олександра Амфітеатрова, брат Максима Амфітеатрова.

## Біографія
Мати Амфітеатрова була ученицею Миколи Римського-Корсакова і почала займатися музикою зі своїм сином, коли йому було шість років. До цього часу сім'я Амфітеатрова вже жила в Італії, емігрувавши з Росії в 1904 році після того, як Амфітеатров-старший був звільнений із сибірського заслання. 
У 1914 році Амфітеатров вступив у клас Отторіно Респігі в Королівській консерваторії Санта-Чечілія. 
У 1916 році Амфітеатрови повернулися в Росію, після чого Данило навчався в Петроградській консерваторії у Миколи Щербачова і Язепса Вітолса.
Після Жовтневої революції в 1921 році йому вдалося виїхати для продовження навчання до Чехії, а в 1922 році він повернувся в Рим до Респиги і отримав диплом про закінчення консерваторії Санта-Чечілія. 
У 1924 році він став піаністом, органістом і помічником хормейстера в оркестрі Санта-Чечілія, в тому ж році оркестр під керівництвом Бернардіно Молінарі виконав ранній твір Амфітеатрова «Поема моря».
У 1920–30-ті роки Амфітеатров обіймав посади художнього керівника відділень італійського радіо в Генуї, Трієсті і Турині, диригував концертами і оперними постановками, в 1934 році дебютував як кінокомпозитор (фільм Макса Офюльса «La Signora di tutti»). 
Твором Амфітеатрова «Американська панорама» диригував в 1937 року в Турині Дімітріс Мітропулос, який запросив композитора до США, і в жовтні того ж року Амфітеатров з дружиною і двома дітьми покинув Європу. 
У 1937—1938 роках він працював другим диригентом в Міннеаполіському симфонічному та Бостонському симфонічному оркестрах. Потім він переїхав до Голлівуду і в 1939 році уклав ексклюзивний п'ятирічний контракт кінокомпозитором зі студією «Metro-Goldwyn-Mayer». Протягом наступного 20-річчя Амфітеатров написав музику до більш ніж 50 фільмів провідних голлівудських студій, двічі був номінований на премію «Оскар» (в тому числі за музику до фільму Уолта Діснея «Пісня Півдня»).
Після 1959 року Амфітеатров мешкав в Італії.

## Фільмографія
- 1946 — Спокуса / Teemptation
- 1947 — Сінгапур / Singapore
- 1948 — З незапам'ятних часів / Time Out of Mind
- 1948 — Лист незнайомки / Letter from an Unknown Woman
- 1954 — Людське бажання / Human Desire
- 1954 — Оголені джунглі / The Naked Jungle
- 1956 — Гора / The Mountain
- 1958 — Така жінка / That Kind of Woman
- 1965 — Майор Данді / Major Dundee